# Episodi di Crown Court (decima stagione)
La decima stagione della serie televisiva Crown Court è stata trasmessa in anteprima nel Regno Unito dalla Independent Television tra il 9 marzo 1981 e il 6 maggio 1981.
| nº | Titolo originale           | Titolo italiano | Prima TV UK    | Prima TV Italia |
| -- | -------------------------- | --------------- | -------------- | --------------- |
| 1  | Proof Spirits (Part 1)     |                 | 9 marzo 1981   |                 |
| 2  | Proof Spirits (Part 2)     |                 | 10 marzo 1981  |                 |
| 3  | Proof Spirits (Part 3)     |                 | 11 marzo 1981  |                 |
| 4  | Foul Play (Part 1)         |                 | 16 marzo 1981  |                 |
| 5  | Foul Play (Part 2)         |                 | 17 marzo 1981  |                 |
| 6  | Foul Play (Part 3)         |                 | 18 marzo 1981  |                 |
| 7  | Freedom to Incite (Part 1) |                 | 23 marzo 1981  |                 |
| 8  | Freedom to Incite (Part 2) |                 | 24 marzo 1981  |                 |
| 9  | Freedom to Incite (Part 3) |                 | 25 marzo 1981  |                 |
| 10 | Hen Party (Part 1)         |                 | 30 marzo 1981  |                 |
| 11 | Hen Party (Part 2)         |                 | 31 marzo 1981  |                 |
| 12 | Hen Party (Part 3)         |                 | 1º aprile 1981 |                 |
| 13 | Leonora (Part 1)           |                 | 6 aprile 1981  |                 |
| 14 | Leonora (Part 2)           |                 | 7 aprile 1981  |                 |
| 15 | Leonora (Part 3)           |                 | 8 aprile 1981  |                 |
| 16 | Embers (Part 1)            |                 | 13 aprile 1981 |                 |
| 17 | Embers (Part 2)            |                 | 14 aprile 1981 |                 |
| 18 | Embers (Part 3)            |                 | 1981           |                 |
| 19 | The Merry Widow (Part 1)   |                 | 21 aprile 1981 |                 |
| 20 | The Merry Widow (Part 2)   |                 | 22 aprile 1981 |                 |
| 21 | Cold Turkey (Part 1)       |                 | 4 maggio 1981  |                 |
| 22 | Cold Turkey (Part 2)       |                 | 6 maggio 1981  |                 |